# Detenciones masivas en la guerra Israel-Gaza
Desde el estallido de la guerra en Gaza a finales de 2023, Israel ha llevado a cabo arrestos y detenciones masivas de palestinos. Miles de personas han sido arrestadas en los territorios palestinos ocupados y en Israel, por presunta actividad militante, publicaciones ofensivas en las redes sociales o de manera arbitraria. Los medios de comunicación y las organizaciones de derechos humanos tanto dentro como fuera de Israel informaron que miles de trabajadores de Gaza en Israel fueron detenidos en las semanas posteriores al 7 de octubre. Además, Israel ha detenido o desaparecido a residentes de la Franja de Gaza, ha arrestado a palestinos en Cisjordania y a ciudadanos árabes de Israel, y ha detenido a combatientes capturados dentro de Israel. Se han expresado preocupaciones respecto de la legalidad, el secretismo y las condiciones de muchas detenciones, incluidos los malos tratos generalizados y las acusaciones de tortura.
El 3 de noviembre, Israel deportó a la Franja de Gaza a 3.200 trabajadores palestinos de Gaza que fueron detenidos en Israel tras los ataques del 7 de octubre. Además de los prisioneros palestinos detenidos antes del estallido de la guerra, un número indeterminado de personas siguen detenidas. Según la ONU, más de 4.700 palestinos han sido arrestados en Cisjordania y en la Jerusalén Oriental ocupada desde el 7 de octubre.  Entre los arrestados o detenidos se encuentran periodistas, políticos y activistas políticos, artistas, médicos, trabajadores temporales y otros civiles, incluidos mujeres y niños.
Durante la guerra circularon ampliamente imágenes de arrestos masivos por parte de soldados de las Fuerzas de Defensa de Israel (FDI) en Gaza, que mostraban a hombres y niños sin afiliaciones organizativas conocidas, desnudos hasta quedar en ropa interior, atados y con los ojos vendados. Después de que las imágenes comenzaron a circular, las autoridades y los medios israelíes describieron la escena como la rendición de 150 presuntos militantes de Hamás en Jan Yunis. Los funcionarios de seguridad reconocieron más tarde que la escena no fue una rendición masiva de militantes de Hamás. Grupos de derechos humanos han expresado preocupación por las imágenes y las detenciones.

## Contexto

### Encarcelamiento de palestinos por parte de Israel
Desde 1967, Israel ha arrestado a un millón de palestinos. En julio de 2023, la Oficina de Derechos Humanos de las Naciones Unidas informó que 5.000 palestinos (incluidos 160 menores) estaban encarcelados en cárceles y prisiones israelíes. Algunos han sido condenados por crímenes por las autoridades israelíes. El Relator Especial de las Naciones Unidas sobre los territorios palestinos ocupados describe muchas condenas como resultado de «una letanía de violaciones del derecho internacional, incluidas violaciones del debido proceso, que manchan la legitimidad de la administración de justicia por parte de la potencia ocupante». En agosto de 2023, 1.200 palestinos estaban detenidos sin cargos ni juicio, en una práctica conocida como «detención administrativa» (Israel justifica la práctica basándose en la seguridad). La detención administrativa de al menos 105 palestinos se basó en una ley israelí conocida como «Ley de combatientes ilegales», que excluye a los detenidos del estatus de prisioneros de guerra en virtud del artículo cuatro del Tercer Convenio de Ginebra.

### Estallido de la guerra el 7 de octubre
Hamás, que gobierna la Franja de Gaza desde 2007, ha estado involucrado en un conflicto prolongado con Israel. El 7 de octubre de 2023, un importante ataque sorpresa de Hamás contra el sur de Israel marcó una importante escalada en el actual conflicto palestino-israelí. Las FDI estimaron que aproximadamente 3.000 militantes liderados por Hamás entraron a Israel durante la invasión. La invasión se caracterizó por su escala e intensidad, ya que los militantes supuestamente atacaron tanto bases militares como civiles israelíes, lo que provocó la muerte de unas 1.200 personas en Israel (según Israel, en su mayoría no combatientes) y la captura de más de 200 militares cautivos y rehenes civiles de distintas edades.
Según fuentes israelíes, más de 600 militantes que participaron en el ataque fueron detenidos en Israel.

### Revocación de permisos de trabajo
Antes del estallido de la guerra, aproximadamente 19.000 hombres de Gaza mayores de 25 años tenían permisos de trabajo en Israel, predominantemente en los sectores agrícola y de la construcción. La medida tenía como objetivo proporcionar oportunidades económicas, con el objetivo de aliviar la pobreza generalizada en la Franja de Gaza.
El 10 de octubre, el Coordinador de Actividades Gubernamentales en los Territorios (COGAT), un departamento del gobierno de Israel responsable de administrar el programa de permisos de trabajo, revocó todos los permisos de trabajo previamente concedidos a los residentes de Gaza y declaró que «no serán reintegrados». La oficina de prensa del gobierno israelí dijo: «No habrá más trabajadores palestinos de Gaza. Los trabajadores de Gaza que estaban en Israel el día del estallido de la guerra serán devueltos a Gaza». La suspensión de los permisos de trabajo despojó a estos individuos de su estatus legal, convirtiéndolos en «extranjeros ilegales» según la ley israelí.

## Arrestos, desapariciones y detenciones masivas
Israel ha arrestado a más de tres mil palestinos de Cisjordania desde el 7 de octubre y les ha impuesto ampliamente órdenes de detención administrativa, según grupos de derechos locales. Según la Comisión Palestina para Asuntos de Detenidos y Ex-Prisioneros, el número de palestinos en prisiones israelíes se había duplicado de 5.200 prisioneros antes del 7 de octubre a más de 10.000 prisioneros y detenidos al 24 de octubre. Para el 23 de noviembre, la Comisión cifraba la cifra en 8.300, incluidas 3.000 personas en detención administrativa. Si bien las FDI declararon el 4 de diciembre que 2.150 palestinos habían sido arrestados en Cisjordania desde el estallido de la guerra, informaron 3.450 arrestos en Cisjordania hasta el 6 de diciembre. Según HaMoked, una ONG israelí, 2.873 palestinos se encontraban en detención administrativa hasta el 6 de diciembre, un máximo histórico.
El 10 de diciembre, The Washington Post afirmó que había surgido un patrón en el que hombres y niños eran detenidos por el ejército israelí y nunca más se sabía de ellos. El 16 de diciembre, la OHCHR declaró que había recibido «numerosos informes inquietantes desde el norte de Gaza sobre detenciones masivas, malos tratos y desapariciones forzadas de posiblemente miles de palestinos», incluidos niños.

### Trabajadores palestinos de Gaza
El 23 de octubre, The Independent informó que «los palestinos con permiso para trabajar en Israel fueron detenidos, arrestados y vendados antes de ser llevados a campamentos militares» tras el estallido de las hostilidades. Según el dr. Nasri Abu Jaish, ministro de Trabajo de la Autoridad Palestina, a esa fecha 4.500 trabajadores estaban desaparecidos, pero se cree que habían sido detenidos por las fuerzas israelíes. La Organización Internacional del Trabajo estimó el número de trabajadores desaparecidos entre 4.000 y 5.000. Jacobin y Muhammad Aruri, jefe de asuntos jurídicos del Sindicato General de Trabajadores Palestinos, cifraron en 4.000 el número de detenidos entre este grupo.
COGAT confirmó la detención de un número no especificado de habitantes de Gaza, pero se negó a comentar sobre los motivos de los arrestos o las condiciones de detención. Amnistía Internacional confirmó que miles de trabajadores de Gaza estuvieron detenidos en régimen de incomunicación durante al menos tres semanas en dos centros de detención militares en Israel. Si bien varios miles fueron liberados, Amnistía afirmó que «no hay transparencia por parte de las autoridades israelíes» con respecto al número de habitantes de Gaza que siguen detenidos.

### Palestinos dentro de Gaza
Time informó el 20 de noviembre de 2023 que el número total de habitantes de Gaza que han sido detenidos por las fuerzas israelíes en las últimas semanas no estaba claro. Haaretz informó el 3 de enero de 2024 que 661 palestinos de Gaza fueron detenidos en cárceles israelíes, lo que representa un aumento del 150% respecto al mes anterior. Esta cifra no incluye a los habitantes de Gaza detenidos en instalaciones militares.
El 19 de noviembre, 200 hombres palestinos de Gaza fueron detenidos por las Fuerzas de Defensa de Israel mientras intentaban evacuar con sus familias en dirección hacia el sur, dentro de la Franja de Gaza. Las detenciones salieron a la luz debido a la detención de Mosab Abu Toha entre los hombres. El ejército israelí detuvo a los hombres en un puesto de control cuando intentaban salir del norte de Gaza hacia el sur.
Según el jefe de la Asociación de Prisioneros Palestinos, 153 mujeres han sido arrestadas en Gaza desde el estallido de la guerra, incluidas mujeres embarazadas y mujeres detenidas con sus bebés. El Ministerio de Asuntos de Detenidos y Ex-detenidos afirmó que mujeres de Gaza habían sido sometidas a torturas y abusos. El 25 de diciembre, aparecieron imágenes que mostraban a cientos de hombres y niños detenidos, desnudos hasta quedar en ropa interior y retenidos en un estadio.
El 1 de febrero de 2024, Haaretz informó que Israel había detenido a una anciana de 82 años con Alzheimer durante dos meses como «combatiente ilegal» y solo la había liberado después de una apelación. El 6 de febrero, decenas de personas fueron arrestadas en la ciudad de Gaza, incluidos niños. El 9 de febrero, el Consejo de Relaciones Estadounidenses-Islámicas exigió la liberación de dos hermanos ciudadanos estadounidenses detenidos en Gaza, lo que llevó al portavoz del Consejo de Seguridad Nacional, John Kirby, a afirmar que Estados Unidos hablaría con Israel.

#### Trabajadores de la salud
El 15 de noviembre surgieron informes que alegaban detenciones por parte de las fuerzas israelíes en el Hospital Al-Shifa en Gaza. Los médicos que hablaron con Al Jazeera, uno de los pocos medios internacionales que pueden acceder a fuentes dentro del hospital, afirmaron que a los detenidos les vendaron los ojos y los desnudaron. Mondoweiss citó informes de Al Jazeera de que «las fuerzas israelíes tomaron cautivos a decenas de desplazados, familiares de pacientes y heridos», y que los detenidos fueron trasladados a lugares no revelados. China Daily, un medio de comunicación estatal chino, informó sobre declaraciones similares del director del hospital, Mohammed Abu Salmiya, quien se refirió a «decenas» de detenciones en el hospital. El 23 de noviembre, Abu Salmiya fue arrestado por las fuerzas israelíes, junto con otros médicos. Al 4 de diciembre se desconocía la suerte corrida por Abu Salmiya. Las autoridades israelíes se negaron a responder las preguntas del Jerusalem Post, pero «insinuaron» que seguía bajo custodia del Shin Bet. No había sido acusado de ningún delito.
El 30 de noviembre la Sociedad de la Media Luna Roja Palestina declaró que el paradero del jefe del Centro Médico de Emergencia de Khan Younis había sido desconocido durante nueve días, tras su arresto por las autoridades israelíes. El 3 de diciembre, el Ministerio de Salud de Gaza declaró que Israel había detenido a 34 médicos en Gaza. El 12 de diciembre, la Organización Mundial de la Salud informó sobre detenciones masivas de personal médico. Adnan al-Bursh, jefe de ortopedia de al-Shifa, fue arrestado con dos enfermeras. El 13 de diciembre, la organización británica Ayuda Médica para los Palestinos declaró que las FDI habían detenido a 70 médicos del Hospital Kamal Adwan. El 19 de diciembre, el Ministerio de Salud de Gaza declaró que Israel mantenía retenidos a 93 trabajadores de la salud «en condiciones inhumanas, bajo interrogatorio (y) bajo tortura, hambre y frío extremo».
Un paramédico arrestado en Jabalia afirmó que a él y a sus colegas los golpearon en las zonas sensibles, la cabeza y la espalda, y les arrojaron piedras. Un grupo de diez trabajadores sanitarios describieron haber sido torturados durante su detención. Un médico detenido mientras trabajaba en el Hospital Ahli Arab en diciembre de 2023 describió que lo esposaron y le vendaron los ojos. El 5 de febrero de 2024, el director general y el director administrativo del Hospital Al-Amal fueron arrestados. El 6 de febrero, dos voluntarios médicos fueron arrestados mientras eran evacuados del Hospital Al-Amal. Varios trabajadores médicos fueron arrestados en Al-Amal el 9 de febrero. El 10 de febrero las tropas israelíes detuvieron a ocho trabajadores más del hospital Al-Amal. El 19 de febrero, la Media Luna Roja declaró que doce de sus médicos seguían detenidos dos semanas después de la incursión de Israel en el hospital Al-Amal. Citando al Ministerio de Salud, la Oficina de Coordinación de Asuntos Humanitarios de las Naciones Unidas (OCHA) informó el 20 de febrero de que se había detenido a 70 trabajadores médicos tras el asalto del hospital Nasser.
El 3 de marzo de 2024, la Media Luna Roja Palestina declaró que catorce de sus empleados habían sido detenidos y que se desconocía su situación o paradero. Un empleado fue puesto en libertad el 17 de marzo tras pasar 36 días detenido sin que se presentaran cargos contra él. Siete empleados más fueron puestos en libertad el 28 de marzo tras permanecer detenidos durante 47 días. En septiembre de 2024, un paramédico de la Sociedad Palestina de Ayuda Médica declaró que, durante su detención, lo desnudaron, lo ataron con bridas y le vendaron los ojos, y que soldados israelíes le pusieron un fusil de asalto en la cabeza, lo rociaron con gasolina y amenazaron con prenderle fuego.
El 3 de mayo de 2024 se anunció que el Dr. Adnan Al-Bursh había muerto el 19 de abril de 2024 mientras se encontraba en cautiverio israelí. No se dieron detalles sobre la causa de su muerte, pero decenas de otros detenidos dan fe de la tortura sistemática que había sufrido el médico a manos de sus captores israelíes y dicen que esto condujo a su muerte. En octubre de 2024, el personal del Hospital Kamal Adwan declaró que más de 30 miembros del personal médico habían sido detenidos por el ejército israelí durante una redada, incluido el jefe de enfermería del hospital, un empleado de la organización médica estadounidense MedGlobal.

#### Detenciones masivas del 7 de diciembre
El 7 de diciembre, videos e imágenes de amplia circulación mostraban a decenas de hombres y niños palestinos en el norte de Gaza con los ojos vendados, parcialmente desnudos y arrodillados en el suelo, custodiados por soldados israelíes. Poco después de que las imágenes comenzaran a aparecer en las redes sociales, las autoridades israelíes y los medios de comunicación israelíes (inicialmente sin citar ninguna fuente) describieron el arresto masivo como la rendición de 150 militantes de Hamás por parte de las Fuerzas de Defensa de Israel y el Shin Bet. Sin embargo, el análisis del video realizado por la unidad de verificación de Al Jazeera concluyó que la supuesta «rendición» había sido montada, observando discrepancias entre las diferentes «tomas» de las imágenes. BBC Verify consideró que el vídeo en sí era auténtico, pero cuestionó la autenticidad de la supuesta rendición, señalando que los detenidos ya habían sido despojados de sus ropas, fueron apuntados con armas y recibieron instrucciones de soldados fuera de cámara. La BBC señaló además que no está claro si un hombre representado en el vídeo está «entregando» armas o simplemente moviéndolas según las instrucciones, y que se desconoce si los individuos representados tienen alguna relación con Hamás o el ataque del 7 de octubre. Las FDI no respondieron directamente a las preguntas de la BBC sobre las circunstancias que rodearon las imágenes. Hamás negó las acusaciones de que decenas de sus miembros se habían rendido y calificó estos informes de «falsos e infundados». Haaretz informó que aproximadamente entre el 10 y el 15% de los hombres estaban afiliados a grupos armados, según funcionarios de seguridad, quienes afirmaron que esto «no era una rendición masiva de unidades enteras de Hamás».
Varios de los detenidos son civiles sin afiliación conocida con ningún grupo armado, incluido un periodista. En una declaración del 7 de diciembre, el Monitor Euromediterráneo de Derechos Humanos (una ONG con sede en Ginebra) se refirió a «informes de que las fuerzas israelíes lanzaron campañas de arresto aleatorias y arbitrarias contra personas desplazadas, incluidos médicos, académicos, periodistas y ancianos» que se refugiaban en las escuelas del OOPS. El portavoz de las FDI, el contraalmirante Daniel Hagari, declaró: «Arrestamos a todos» para interrogarlos. Al Jazeera informó el 8 de diciembre que algunos de los detenidos habían sido liberados. Sin embargo, The New York Times informó que, según familiares y grupos de derechos locales, algunos de los hombres no habían sido vistos desde su detención.
Según sus familiares, dos de los detenidos tenían 13 y 72 años respectivamente y, por ende, no estaban en edad de luchar.
Un exasesor jurídico del Departamento de Estado de EE. UU. describió el trato dado a los detenidos como aparentemente incompatible con el derecho internacional, y se refirió a la presunción de Israel de que los hombres en edad militar son combatientes como «preocupante». El Comité Internacional de la Cruz Roja expresó su preocupación por las imágenes y enfatizó «la importancia de tratar a todos los detenidos con humanidad y dignidad» según el derecho internacional. Muhammed Shehada, jefe de comunicaciones del Monitor Euromediterráneo de Derechos Humanos, dijo a Al Jazeera que las imágenes y los videos sólo podrían haber sido tomados por soldados israelíes o medios de comunicación integrados en ellos, ya que no quedan fotógrafos palestinos en la zona. Un portavoz del Departamento de Estado de Estados Unidos calificó las imágenes de «inquietantes».
Hombres y niños liberados el 9 de diciembre informaron que las FDI los habían golpeado, les habían dado sólo una cantidad mínima de agua, les habían impedido usar el baño y los habían obligado a dormir sobre arroz crudo. Un niño de catorce años afirmó que lo desnudaron y lo golpearon, y que las soldados israelíes le habían escupido a él y a los demás detenidos.
Diaa al-Kahlout, periodista de Al-Araby Al-Jadeed, detenido durante el arresto masivo del 7 de diciembre, fue liberado el 9 de enero. Al-Kahlout declaró: «Estábamos en una situación de tortura».

#### Detenciones masivas del 10 de diciembre
El medio israelí Ynet informó sobre una detención masiva que describió como la entrega de decenas de presuntos militantes de Hamás a las fuerzas israelíes en Jabaliya el 10 de diciembre. Tras su arresto, los hombres fueron desnudados, vendados los ojos, esposados y detenidos.

#### Detenciones masivas de 6 de marzo
El 6 de marzo, las fuerzas israelíes que operaban en Jan Yunis declararon que habían llevado a cabo redadas exhaustivas en un edificio residencial y detenido a unas 250 personas. Israel afirmó que estas personas eran «agentes» y que además habían confiscado armas durante la redada.

#### Sitio de Jabalia
Durante el asedio de Jabalia, Israel llevó a cabo detenciones masivas de hombres palestinos.

### Palestinos en Cisjordania y Jerusalén Este
El Comité Internacional de la Cruz Roja expresó «gran preocupación» por «el fuerte aumento en (el) número de arrestos» en la ocupada Cisjordania desde el 7 de octubre. Amnistía Internacional también ha criticado el «aumento de las detenciones arbitrarias» de palestinos desde el 7 de octubre. De manera similar, el Wall Street Journal informó que la tasa de arrestos en la Cisjordania ocupada se ha «más que duplicado» desde esa fecha.
Israel ha arrestado a más de 3000 palestinos de Cisjordania desde el 7 de octubre y les ha impuesto ampliamente órdenes de detención administrativa, según grupos de derechos locales. Según la Comisión Palestina para Asuntos de Detenidos y Ex-Prisioneros, el número de palestinos en prisiones israelíes se había duplicado de 5200 prisioneros antes del 7 de octubre a más de 10.000 prisioneros y detenidos al 24 de octubre. Para el 23 de noviembre, la Comisión cifraba la cifra en 8300, incluidas 3000 personas en detención administrativa. Si bien las FDI declararon el 4 de diciembre que 2150 palestinos habían sido arrestados en Cisjordania desde el estallido de la guerra, informaron 3450 arrestos en Cisjordania hasta el 6 de diciembre. Según HaMoked, una ONG israelí, 2873 palestinos se encontraban en detención administrativa hasta el 6 de diciembre, un máximo histórico.
Al Jazeera informó que, para el 10 de enero de 2024, casi 6.000 palestinos habían sido arrestados en Cisjordania desde el 7 de octubre de 2023.
Los detenidos en Deir Abu Mash'al describieron la experiencia de ser arrestados por las fuerzas israelíes, afirmando que los soldados iban de puerta en puerta arrestando a las personas, vendándoles los ojos, atándoles las manos y llevándolas a un edificio abierto para interrogarlas.
Las FDI arrestaron a dos directores y un empleado del Teatro de la Libertad, y uno de ellos afirmó: «Nos trataron como animales. Están tratando de hacernos daño de cualquier forma que puedan». Un director, Mostafa Sheta, permaneció bajo custodia y se creía que estaba recluido en la prisión militar de Megiddo, en el norte de Israel. El Royal Court Theatre respondió a los informes exigiendo la liberación de los hombres. El 22 de febrero de 2024, un portavoz de la Universidad de Birzeit declaró que las fuerzas israelíes habían detenido al presidente del consejo estudiantil de pregrado, y que más de sesenta estudiantes habían sido arrestados desde el 7 de octubre. En marzo de 2024, imágenes verificadas mostraron a soldados israelíes arrestando a un grupo de palestinos, atándolos con una cuerda y arrastrándolos. En julio de 2024, PEN Club Internacional condenó la detención de la presidenta de PEN Palestina, Hanan Awwad, en Jerusalén Este.
En agosto de 2024, familias palestinas en Cisjordania informaron que cientos de personas estaban desaparecidas y el ejército israelí dio informes contradictorios sobre su condición y paradero.

### Árabes de Israel
La CNN informó que decenas de residentes y ciudadanos palestinos fueron arrestados por «expresiones de solidaridad» con la población civil de Gaza, por compartir versos del Corán o por expresar «cualquier apoyo al pueblo palestino». Haaretz describió los ataques generalizados contra israelíes árabes por parte de las fuerzas de seguridad israelíes. Grupos defensores de derechos humanos han criticado lo que describen como una ofensiva israelí contra la disidencia interna.
La policía israelí anunció que desde el comienzo de la guerra, hasta el 25 de octubre, había detenido a 110 personas por presunta promoción de la violencia y el terrorismo, principalmente a través de las redes sociales; de ellas, la CNN informó que «sólo 17 resultaron en acusaciones formales. La mayoría de las personas fueron puestas en libertad sin más cargos, normalmente después de unos días». Abeer Baker, un abogado de derechos humanos que representa a algunos de los detenidos, comentó que el bajo número de cargos indicaba que muchos de los arrestos se debían a declaraciones lícitas. Citando a una «coalición de emergencia» de abogados israelíes, Al Jazeera situó el número de detenidos en 172 el 7 de noviembre. El 11 de noviembre, El País informó de que, en relación con los «cientos» de interrogatorios, Israel trata cada vez más a su minoría árabe como una «potencial quinta columna». Hasta el 30 de noviembre, 270 árabes israelíes habían sido detenidos, según Adalah (una ONG israelí).

## Estatus de los detenidos
The Guardian y Al Jazeera informaron el 3 de noviembre que 3.200 trabajadores gazatíes habían sido deportados de regreso a Gaza. Se desconoce la suerte de otros residentes de Gaza que trabajan en Israel, ya que las autoridades israelíes se han negado a responder a las preguntas formuladas por las ONG. El País informó que 1.000 trabajadores gazatíes arrestados seguían desaparecidos al 27 de noviembre. Múltiples organizaciones de derechos humanos advirtieron que los derechos de los presos y las condiciones de detención se habían deteriorado drásticamente en las cárceles israelíes tras el ataque de Hamás del 7 de octubre. Una legislación acelerada colocó a los detenidos palestinos bajo el estatus de «estado de emergencia», lo que restringió aún más sus derechos.
Las organizaciones de derechos humanos en Israel han realizado esfuerzos para lograr la liberación de los detenidos palestinos. El 22 de octubre, seis organizaciones (HaMoked, Gisha, el Comité Público Contra la Tortura en Israel, Médicos por los Derechos Humanos-Israel, Adalah y la Asociación por los Derechos Civiles en Israel) solicitaron al Tribunal Superior una orden judicial de hábeas corpus. La petición pedía al Tribunal Superior que ordenara la divulgación de todos los nombres y el paradero de los residentes de Gaza retenidos en centros de detención israelíes, y la liberación de cualquier persona detenida ilegalmente. Los seis grupos solicitaron que a los liberados se les permitiera permanecer en Cisjordania hasta que pudieran regresar a Gaza.
Junto con la petición del Tribunal Superior, Médicos por los Derechos Humanos-Israel informó el 26 de octubre que se había puesto en contacto con «varios organismos (internacionales)», incluido el Comité Internacional de la Cruz Roja, instándolos a «presionar al IPS (Servicio Penitenciario de Israel) y otros órganos de seguridad israelíes a respetar la ley» en relación con los derechos de los detenidos.
El 3 de noviembre la Oficina de Derechos Humanos de las Naciones Unidas declaró que dos palestinos arrestados desde el 7 de octubre habían muerto bajo custodia israelí. Según las autoridades israelíes, cuatro palestinos habían muerto bajo custodia hasta el 8 de noviembre. El 21 de noviembre, el número total de muertes bajo custodia había llegado a seis. Según la Oficina de Derechos Humanos de las Naciones Unidas, esta tasa de muertes bajo custodia israelí no se había visto «en décadas».
Después de alcanzar el alto el fuego entre Israel y Hamás en 2023 el 22 de noviembre, Israel compiló una lista de 300 prisioneros palestinos que podrían ser liberados de su custodia. Al Jazeera informó que esta lista sólo incluye personas arrestadas antes del 7 de octubre. Sin embargo, el Times of Israel informa que 50 prisioneros palestinos fueron agregados a la lista el 27 de noviembre, incluidos 25 árabes israelíes, «casi todos» de los cuales fueron arrestados desde el 7 de octubre. Mientras que 240 palestinos fueron liberados durante la tregua de siete días, Israel arrestó a otros 260 durante el mismo período, según la Sociedad de Prisioneros Palestinos.
Los arrestos de Israel incluyeron a palestinos-estadounidenses, como un niño de trece años recluido en la cárcel de Ofer que, según informes, fue presionado por el ejército israelí para que confesara haber arrojado piedras.

## Denuncias de tortura y malos tratos

### Denuncias de organizaciones no gubernamentales e internacionales

#### Tortura
El 8 de noviembre Amnistía Internacional informó sobre casos de tortura y trato degradante por parte de las autoridades israelíes, que describió como «horribles», «espantosos» y «una exhibición pública particularmente escalofriante de tortura y humillación de los detenidos palestinos». En relación con el reciente aumento de las detenciones, la Secretaria General de Amnistía, Agnès Callamard, señaló que «la detención arbitraria y la tortura y otros malos tratos son crímenes de guerra cuando se cometen contra personas protegidas en un territorio ocupado».
El 3 de diciembre la Oficina de Derechos Humanos de las Naciones Unidas en los territorios palestinos ocupados pidió una investigación sobre las acusaciones de tortura. En una declaración, la Oficina dijo: «El aumento masivo del número de palestinos arrestados y detenidos, el número de informes de malos tratos y humillaciones sufridas por los detenidos, y el supuesto incumplimiento del debido proceso básico plantean serias dudas sobre el cumplimiento por parte de Israel del derecho internacional humanitario y del derecho internacional de los derechos humanos».
El Comité Público Contra la Tortura en Israel afirmó que había «muchas pruebas de casos de violencia y trato cruel y humillante por parte de guardias penitenciarios» y pidió una investigación sobre las muertes de detenidos bajo custodia israelí.  El 3 de enero de 2024 Human Rights Watch informó que trabajadores palestinos de Gaza detenidos en Israel desde el 7 de octubre habían sido fotografiados desnudos, atacados por perros y arrastrados boca abajo en la grava. En un informe sobre las denuncias de tortura en las cárceles israelíes, Euro-Mediterranean Human Rights Monitor afirmó que los prisioneros eran tratados como animales.
Un reporte de la Internacional por la Defensa de los Niños incluyó el testimonio de un niño encarcelado que afirmó: «Alrededor de 18 niños fueron brutalmente golpeados, gritando de dolor. Vi perros policía atacándolos, sangrando por la boca y la cabeza».
En el informe de mayo de 2024 la Agencia de Naciones Unidas para los Refugiados de Palestina en Oriente Próximo (UNRWA) afirmó que los miles de prisioneros palestinos detenidos en Gaza habían sufrido malos tratos sistemáticos incluidos «palizas mientras los obligaban a permanecer acostados en un fino colchón sobre los escombros durante horas, sin comida, agua ni acceso a un baño, con las piernas y las manos atadas con bridas de plástico. Varios detenidos denunciaron haber sido encerrados a la fuerza en jaulas y atacados por perros. Algunos detenidos liberados, entre ellos un niño, sufrieron mordeduras de perro y heridas en su cuerpo. Los detenidos fueron amenazados con lesiones o con el asesinato de sus familiares si no proporcionaban la información solicitada».
El 10 de octubre de 2024, La Comisión Internacional Independiente de Investigación de Naciones Unidas sobre los territorios palestinos ocupados concluyó un informe en el que aseguraba que, durante la Guerra Israel-Gaza, los menores palestinos detenidos por Israel muchos de ellos regresan «gravemente traumatizados», víctimas de un «maltrato institucionalizado» bajo las órdenes del ministro de Seguridad Nacional de Israel, Itamar Ben-Gvir. El informe también asegura que en campamentos militares y centros de arresto israelíes, se han registrado «abusos generalizados y sistemáticos» contra adultos y menores palestinos. En muchos casos esta violencia es física y psicológica, pero también sexual y de género, lo que también constituye crímenes de guerra y contra la humanidad por tortura y violación.

#### Violaciones del debido proceso
La Oficina de Derechos Humanos de las Naciones Unidas advirtió que a los detenidos «no se les concede el debido proceso ni las garantías judiciales, como exige el derecho internacional». La portavoz del ACNUDH, Liz Throssell, comentó: «Hemos recibido informes creíbles y coherentes que indican un nuevo aumento de los malos tratos a los detenidos, que en muchos casos podrían equivaler a tortura».
El Comité Internacional de la Cruz Roja declaró que estaba «profundamente preocupado» por su incapacidad para evaluar el trato y las condiciones de los detenidos, e informó que los detenidos no pueden acceder a asistencia letrada ni ponerse en contacto con sus familiares.
Adalah se refirió a «testimonios (que indican) que las condiciones de detención en los centros de detención son extremadamente terribles».
La Asociación por los Derechos Civiles en Israel (ACRI) solicitó al Tribunal Superior de Justicia de Israel el 23 de octubre la cancelación de la directiva que permite a las autoridades israelíes alojar a «detenidos criminales y de seguridad en el piso en condiciones de hacinamiento durante un estado de emergencia». El 29 de octubre, la ACRI informó que la petición había sido desestimada por el Tribunal Superior. El tribunal dictaminó que, considerando el marco legal de la enmienda, incluido su carácter temporal y los mecanismos de equilibrio que establece, especialmente en circunstancias nacionales extraordinarias, no había motivos para una intervención judicial.

### Noticias y denuncias de los detenidos

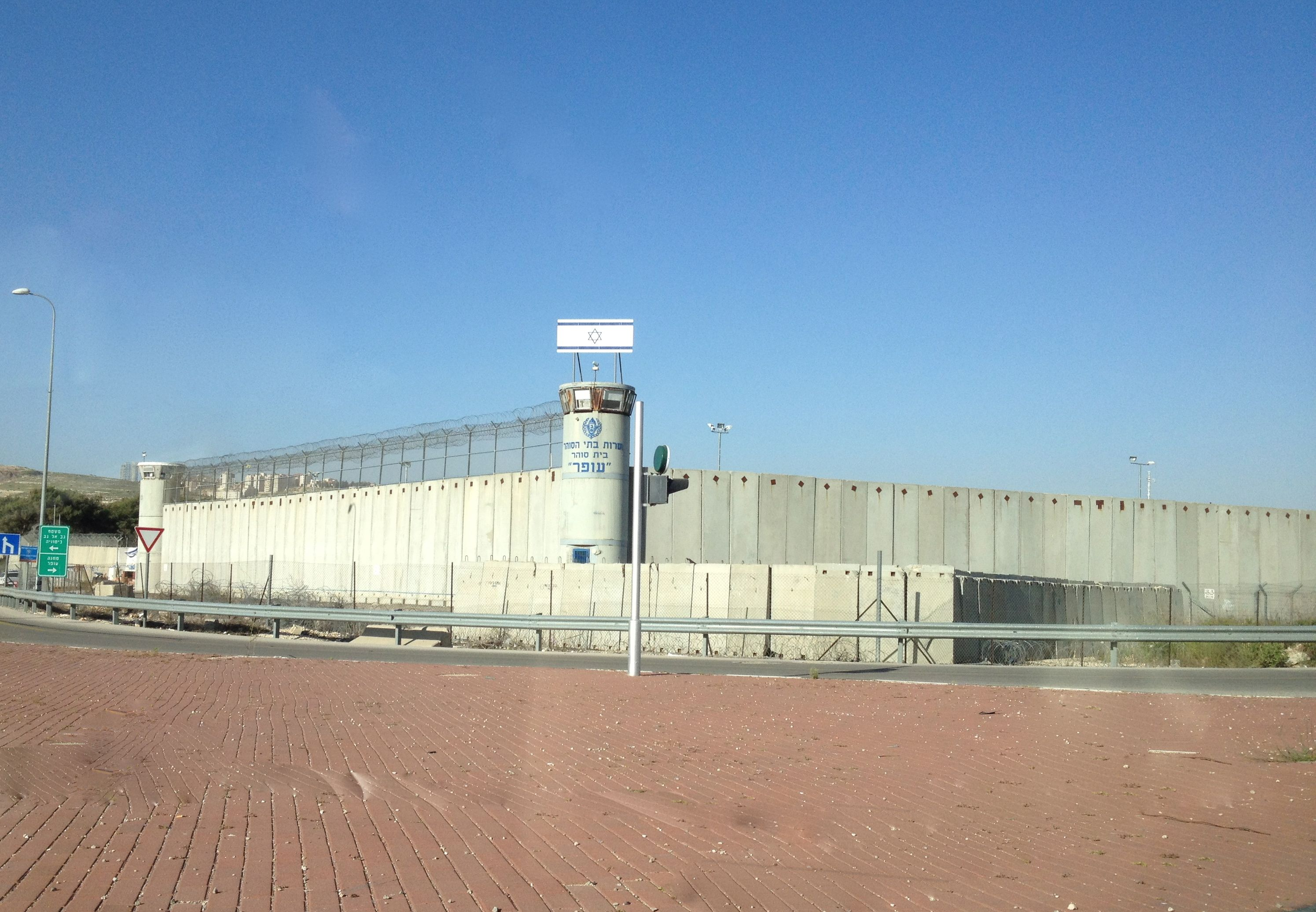
Cárcel de Ofer, donde se ha reportado que se encuentran encarcelados un número desconocido de detenidos.

NBC News y The Times of Israel informaron sobre varios vídeos que mostraban a tropas israelíes «abusando de palestinos detenidos atados y con los ojos vendados». Las FDI emitieron una serie de declaraciones en respuesta, condenando los abusos como «deplorables» y afirmando que el incidente estaba bajo investigación. Un video muestra a soldados pateando a un hombre atado, abusando verbalmente de él en árabe y hebreo y escupiéndole. Otro vídeo muestra a soldados israelíes brutalizando a detenidos palestinos parcial y completamente desnudos. Como consecuencia de ello, el 1 de noviembre un soldado fue despedido del servicio de reserva.
Detenidos palestinos han declarado que fueron «sometidos a graves abusos y palizas» durante la detención israelí, incluso durante su traslado al tribunal o a las salas para asistir a las audiencias de forma remota. Según Reuters, los detenidos denunciaron que los guardias los amenazaron con violarlos.
En una declaración escrita obtenida por Al Jazeera, uno de los detenidos el 8 de octubre dijo a HaMoked que lo «mantuvieron en una "jaula" sin techo, bajo el sol y sin comida, agua ni acceso al baño durante tres días».
Otro detenido, un limpiador de unos 60 años, habló con The Independent bajo condición de anonimato y describió un trato «humillante», incluido el hecho de tener los ojos vendados y atados de pies y manos, mientras las autoridades israelíes llamaban a los detenidos «Hamás» y «terroristas». Describió las golpizas y la negativa de las autoridades a proporcionar medicamentos, alimentos y agua a los detenidos, incluidos ancianos y personas con diabetes.
Snopes confirmó que los trabajadores detenidos en Gaza fueron obligados a usar etiquetas de identificación de plástico alrededor de sus muñecas y tobillos.
Noah Bseso, un prisionero de 17 años liberado como parte del intercambio de prisioneros de noviembre, describió un «giro oscuro» en las condiciones de detención después del 7 de octubre. Bseso dijo al Washington Post que se habían reducido las raciones: «A veces la comida no era más que pan, y poco de eso», mientras que el agua «a veces se cortaba por completo». Las imágenes de antes y después publicadas por la Sociedad de Prisioneros Palestinos se volvieron virales y muestran la pérdida de peso de un hombre de 30 años liberado.
Un hombre liberado de Shuja'iyya, en la ciudad de Gaza, denunció palizas y afirmó que una soldado israelí habría golpeado a un hombre de 72 años. Otro afirmó que los soldados obligaban a los detenidos a ladrar como perros. Otro hombre de veinte años detenido en Cisjordania afirmó que le vendaron los ojos, lo golpearon, lo quemaron con un cigarrillo y lo trataron «como a un animal». Tres hermanos detenidos en la Franja de Gaza describieron un trato similar en la prisión de Israel, afirmando que los golpearon, los desnudaron hasta quedar en ropa interior y los quemaron con cigarrillos.

### Detención en régimen de incomunicación de militantes
El 25 de octubre, la ACRI apeló al Fiscal Militar Jefe y al Fiscal del Estado para obtener garantías de que las familias de los militantes capturados serían notificadas de su detención. La ACRI alegó crímenes de guerra y crímenes contra la humanidad cometidos por combatientes de Hamás durante la invasión del 7 de octubre y, por lo tanto, reconoció una clara «base jurídica para detener a cualquier militante de la Franja de Gaza capturado» en Israel desde el 7 de octubre con fines de seguridad e investigación, pero señaló la «obligación de Israel» informar a alguien cercano a ellos sobre su arresto, tanto de acuerdo con la ley israelí como con el derecho internacional». La carta instaba a las autoridades israelíes a abstenerse de adoptar los «estándares de Hamás», en referencia a la captura de civiles israelíes.
La carta hace referencia a la Ley de Procedimiento Penal de Israel, al artículo 106 del Cuarto Convenio de Ginebra y a la decisión del Tribunal Superior de 1989 en el caso Uda contra el comandante de las fuerzas de las FDI en la región de Judea y Samaria.

### Muertes bajo custodia
The Globe and Mail informó sobre la muerte de dos detenidos palestinos, Arafat Hamdan y Omar Daraghmeh. En el caso de Hamdan, un pintor de casas de 25 años con diabetes y una enfermedad cardíaca, los soldados israelíes supuestamente entraron en su casa, lo encapucharon y se lo llevaron. Según los informes, Hamdan murió 48 horas después, sin haber recibido la medicación necesaria.
El 19 de diciembre, Haaretz informó que cientos de palestinos arrestados de Gaza estaban retenidos en la campo de detención de Sde Teiman cerca de Beerseba, en el sur de Israel, y que varios habían muerto. Entre los detenidos hay niños y ancianos. Haaretz informó que los detenidos estuvieron con los ojos vendados y esposados durante la mayor parte del día. En declaraciones a la AFP, un portavoz de las FDI describió a los detenidos fallecidos como «terroristas», sin dar más detalles, y afirmó que sus muertes estaban «bajo investigación». Las FDI no proporcionaron ninguna información sobre el número o las circunstancias de las muertes. El 2 de enero, las FDI informaron de la muerte de Abdul Rahman al-Bahsh, de 23 años, que había estado encarcelado desde mayo de 2023.
El 24 de febrero de 2025, la Autoridad para Asuntos de los Presos de la Autoridad Palestina y la Asociación de Presos Palestinos denunció la muerte en una cárcel israelí del preso palestino Musab Hani Haniye, de 35 años de edad y originario de la Franja de Gaza. Con esta muerte ya son 59 los palestinos fallecidos bajo custodia israelí desde el inicio de la guerra.

#### Muerte de Omar Daraghmeh
El 23 de octubre de 2023, Omar Daraghmeh, un funcionario de Hamás de 58 años de la ciudad de Tubas en el norte de Cisjordania, murió bajo custodia en la prisión israelí de Megiddo. Había sido arrestado por las fuerzas israelíes junto con su hijo en Cisjordania el 9 de octubre. Hamás calificó la muerte de Daraghmeh bajo custodia como un asesinato y acusó al servicio penitenciario de tortura.
La Autoridad de Asuntos de Prisioneros y Ex-Prisioneros y la Sociedad de Prisioneros Palestinos dijeron en una declaración conjunta que Daragmeh había sido puesto bajo detención administrativa (detención sin cargos ni juicio) por un período de seis meses, basándose en pruebas contenidas en un «archivo secreto». En las sesiones judiciales ante el Tribunal Militar de Ofer, Daraghmeh había dicho a su abogado, Ashraf Abu Sneineh, que gozaba de buena salud. Cientos de palestinos protestaron en Tubas como reacción a la noticia de la muerte de Daraghmeh.

#### Muerte de Adnan Al-Bursh
Adnan Al-Bursh fue un cirujano ortopédico palestino y jefe de ortopedia en el centro médico más grande de la Franja de Gaza, el Hospital Al-Shifa. Murió en la prisión israelí de Ofer después de más de cuatro meses de detención. Las autoridades israelíes alegaron que se encontraba detenido por «razones de seguridad nacional».
El médico de cincuenta años fue arrestado por las fuerzas israelíes en diciembre de 2023 mientras trabajaba temporalmente en el hospital Al-Awda en el norte de Gaza. Las autoridades palestinas y los grupos de defensa de los prisioneros palestinos atribuyeron su muerte a torturas y malos tratos que sufrió mientras se encontraba bajo custodia de Israel, esos mismos grupos destacaron que su muerte fue parte del «proceso sistemático de ataques contra los médicos y el sistema de atención médica en Gaza».

## Detenidos destacados

### Artistas, activistas y animadores

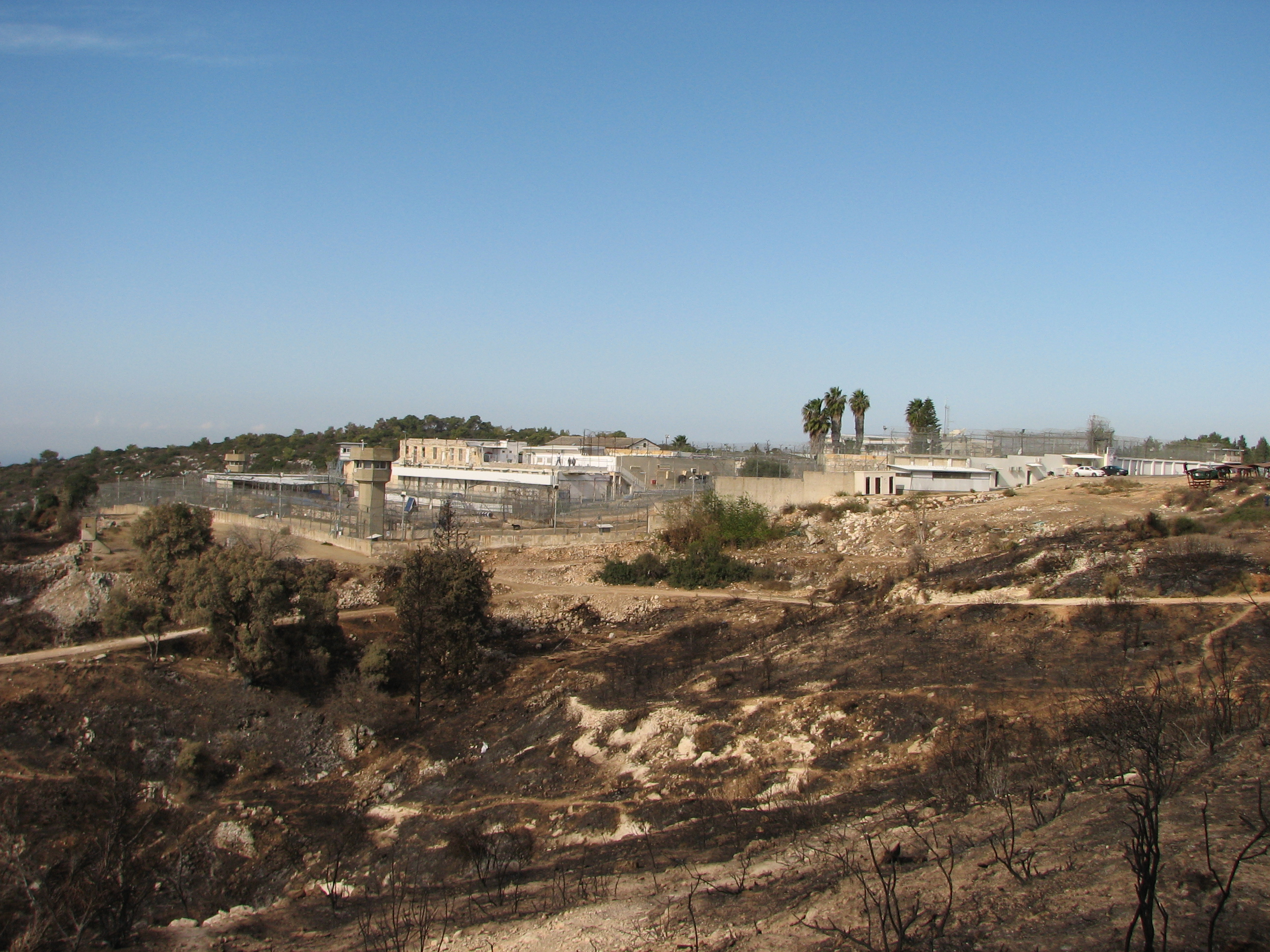
Cárcel Damon, donde estuvo detenida Ahed Tamimi.

#### Ahed Tamimi
El 6 de noviembre surgieron informes de que las autoridades israelíes habían arrestado a la destacada activista palestina Ahed Tamimi, durante una ola de redadas y detenciones nocturnas los días 5 y 6 de noviembre en las que 70 palestinos fueron detenidos. Según un portavoz de las FDI, Tamimi fue arrestada bajo sospecha de «incitar a la violencia y pedir que se llevaran a cabo actividades terroristas». El arresto se produjo tras informes de los medios israelíes sobre una publicación en Instagram que supuestamente le pertenecía y que pedía una masacre violenta de colonos israelíes en Cisjordania, haciendo referencia a Adolf Hitler, aunque su familia niega que ella sea la autora de la publicación, afirmando que su Instagram fue hackeada antes y que con frecuencia es suplantada en línea. Su padre había sido arrestado por las fuerzas israelíes una semana antes y se encuentra recluido en un lugar no revelado. PEN Internacional, una ONG que aboga por la libertad de expresión, confirmó que Tamimi estaba detenida en la prisión Damon, cerca de Haifa, y pidió a Israel que la liberara de inmediato. Al 27 de noviembre, Tamimi se encontraba detenida en régimen de incomunicación y sin cargos ni juicio; Israel había tomado medidas para trasladarla a detención administrativa indefinida. Ni ella ni su abogado habían podido revisar las pruebas en su contra. El 29 de noviembre, Tamimi fue liberada en virtud del alto el fuego temporal entre Israel y Hamás.

#### Mosab Abu Toha
Mosab Abu Toha, un célebre poeta palestino, fue arrestado bajo amenaza de pistola mientras intentaba evacuar con su familia. Los funcionarios estadounidenses le dijeron a Abu Toha, cuyo hijo es ciudadano estadounidense, que podrían cruzar a Egipto a través del cruce fronterizo de Rafah. Según Diana Buttu, una abogada palestino-canadiense que trabaja con su familia, la embajada de Estados Unidos había llamado a Abu Toha. Al transmitir un relato de la esposa de Abu Toha, Buttu dijo a Time: «Lo obligaron a dejar a su hijo en el suelo... Todos fueron obligados a caminar con las manos levantadas en el aire. Levantó los brazos en el aire... (y él y) alrededor de 200 personas más fueron sacados de esta línea y secuestrados. No han sabido nada de él desde entonces». Abu Toha fue colaborador de The New Yorker, que informó el 20 de noviembre que se desconocía su paradero. Literary Hub se refirió a su detención como un secuestro por parte de las FDI. El 21 de noviembre Democracy Now! informó que Abu Toha había sido liberado después de haber sido llevado a una prisión israelí en el Negev y golpeado, según un comunicado de Buttu. Las Fuerzas de Defensa de Israel emitieron una declaración reconociendo que detuvieron a un grupo de personas, incluido Abu Toha, para interrogarlos tras informes de inteligencia que sugerían compromisos con grupos terroristas. Las FDI confirmaron que Abu Toha fue puesto en libertad tras el interrogatorio.

#### Mohand Taha
Mohand Taha, un comediante e influencer de Baja Galilea, habló con Haaretz en relación con su arresto por «20 agentes de policía» luego de publicar una historia en Instagram en solidaridad con los residentes de Gaza. Declaró que las autoridades querían trasladarlo a la prisión de Megiddo, pero que fue puesto en libertad dos días después, tras las intervenciones de su abogado.

### Políticos

#### Políticos árabe-israelíes
El 9 de noviembre fueron detenidos cuatro exlegisladores árabe-israelíes. Mohammad Barakeh, presidente del Comité Superior de Vigilancia Árabe y exmiembro de la Knesset por el partido Hadash, fue detenido para ser interrogado, seguido por tres exmiembros de la Knesset del partido Balad: Haneen Zoabi, Sami Abu Shehadeh y Mtanes Shehadeh. También fue detenido el director general de Balad, Yousef Tatur. Tatur y los exlegisladores fueron acusados de planear una protesta en Nazaret, con una asistencia esperada de alrededor de 50 personas o menos. Las autoridades israelíes alegaron que la manifestación «podía conducir a la incitación y dañar la paz pública, en violación de las directivas de la policía». La ACRI describió las detenciones como «una expresión nueva y peligrosa del ataque mordaz desenfrenado del gobierno contra la sociedad árabe en general y sus liderazgo en particular». Zoabi pasó más de siete horas en la comisaría de policía de Migdal HaEmek, en Galilea, aunque afirmó que el interrogatorio duró sólo quince minutos.

#### Jalida Yarrar
Jalida Yarrar, una política palestina afiliada al Frente Popular para la Liberación de Palestina (FPLP), fue arrestada en su casa el 26 de diciembre. Jarrar, que fue elegida miembro del Consejo Legislativo tras las elecciones legislativas palestinas de 2006, había sido arrestada anteriormente por Israel. Otros líderes del FPLP fueron arrestados en la misma fecha, en lo que el grupo describió como una «vasta campaña» para arrestar a sus líderes en la Cisjordania ocupada. El 10 de enero la hija de Jarrar afirmó que Jarrar había sido condenado a seis meses de prisión con posibilidad de detención indefinida.

### Periodistas
El Comité para la Protección de los Periodistas informó que nueve periodistas palestinos habían sido arrestados o detenidos hasta el 6 de noviembre. Para el 5 de diciembre, el número había aumentado a 19. El 7 de diciembre, el CJP informó del arresto del periodista Diaa Al-Kahlout y sus familiares en el norte de Gaza. El 10 de enero de 2024 Reporteros sin Fronteras declaró que al menos 31 periodistas palestinos estaban detenidos en prisiones israelíes, la mayoría sin cargos.

## Interrogatorios a detenidos
Numerosos detenidos palestinos han denunciado torturas durante los interrogatorios por parte de las fuerzas israelíes, lo que ha generado una gran alarma entre grupos internacionales de derechos humanos como Amnistía Internacional. Un detenido dijo a Amnistía Internacional que los interrogadores israelíes lo golpearon brutalmente, provocándole tres costillas rotas, y ordenaron a los detenidos palestinos «alabar a Israel y maldecir a Hamás». Un trabajador de Gaza detenido en Israel afirmó que él y otros detenidos habían sido torturados durante varios días utilizando una «silla eléctrica», como parte de un interrogatorio realizado por las autoridades israelíes.
Las FDI han alegado que los interrogatorios de los detenidos capturados en Israel tras el ataque del 7 de octubre revelaron que los comandantes de Hamás, que también tenían autoridad religiosa, habían realizado ataques contra civiles, incluidos niños, mujeres y ancianos. Las FDI describieron las pruebas obtenidas a través de estos interrogatorios como reveladoras de un plan premeditado para infligir el máximo de víctimas civiles. NBC News señala que no está claro si los hombres representados hablaban bajo coacción en los videos publicados por las autoridades israelíes. Las sesiones de interrogatorio se llevaron a cabo durante cuatro semanas, principalmente en una prisión del sur de Israel, y concluyeron a principios de noviembre. Las FDI alegaron que los militantes interrogados revelaron tácticas relacionadas con la colocación de sus túneles y municiones en los barrios de Gaza.

## Reacciones

### Internacionales
El Representante permanente de Rusia ante las Naciones Unidas, Vasili Nebenzia, afirmó que la situación en Cisjordania merecía un escrutinio minucioso por parte del Consejo de Seguridad, citando específicamente «arrestos arbitrarios» por parte de Israel.
El Alto Comisionado de las Naciones Unidas para los Derechos Humanos, Volker Türk, se refirió a la «violencia diaria de las fuerzas y los colonos israelíes, los malos tratos, los arrestos, los desalojos, la intimidación y la humillación» en Cisjordania, y pidió a las autoridades israelíes que respeten los derechos de los palestinos. El 1 de diciembre, la Oficina de Derechos Humanos de la ONU expresó su seria preocupación por el dramático aumento de los arrestos. En un comunicado, Türk pidió «el fin de las prácticas de detención arbitraria por parte de Israel».
En respuesta a una pregunta formulada en una reunión de ministros de asuntos exteriores de la OTAN el 29 de noviembre, la ministra canadiense de Asuntos Exteriores, Mélanie Joly, afirmó que «las detenciones deben realizarse de acuerdo con el estado de derecho y el derecho internacional», al tiempo que llamó a la condena y fin de la «violencia».

### En Israel y Palestina
En una reunión entre la presidenta de la Cruz Roja, Mirjana Spoljaric Egger, y Qadura Fares, jefe del Ministerio de Asuntos de Detenidos y Ex-Detenidos, Fares solicitó la intervención internacional, afirmando que los prisioneros palestinos estaban «viviendo las peores condiciones» de la historia.
Los jueces de la Corte Suprema de Israel declararon que recorrerían las cárceles israelíes en medio de informes sobre la muerte de prisioneros palestinos y el deterioro de las condiciones carcelarias. El activista palestino Mustafa Barghouti afirmó que más de mil detenidos palestinos estaban sufriendo «torturas brutales y palizas severas» en las cárceles israelíes.
El 27 de diciembre, el ministro de Seguridad Nacional, el ultraderechista Itamar Ben-Gvir, declaró que reemplazaba a Katy Perry, la comisionada en jefe del Servicio Penitenciario de Israel, porque era demasiado laxa y no lo suficientemente dura con los prisioneros palestinos.